# Cyberball
Cyberball, a volte sottotitolato Football in the 21st Century, è un videogioco arcade pubblicato nel 1988 dalla Atari Games che rappresenta una versione del football americano giocata da robot. Nel 1990 la Domark su licenza di Tengen pubblicò versioni per i computer Amiga, Amstrad CPC, Atari ST, Commodore 64, MS-DOS e ZX Spectrum. Uscirono anche edizioni per console Sega Mega Drive (Sega 1990) e Nintendo Entertainment System (Jaleco 1991).
Nel 1989 uscì un seguito arcade, Cyberball 2072 o Tournament Cyberball 2072, uscito anche per Atari Lynx col titolo Tournament Cyberball.

## Trama
Nel 2022 è stata fondata la International Cyberball League che gestisce il campionato di uno sport basato sul football americano, nel quale competono soltanto grossi robot appositamente costruiti.

## Modalità di gioco
Cyberball consiste in incontri sportivi tra squadre di sette robot, di modelli diversi a seconda del ruolo che hanno in squadra. Lo sport è simile al football americano, ma si utilizza una palla tonda e metallica, che può diventare anche una bomba. Si possono selezionare due squadre da allenamento e quattro professionistiche.
Il campo è mostrato orientato in verticale, in prospettiva inclinata simil-tridimensionale, con scorrimento verticale. Le conversioni Amstrad CPC, Commodore 64 e NES hanno visuale dalla verticale anziché inclinata. Su Commodore 64 è presente anche un limitato scorrimento orizzontale.
Le regole sono simili a quelle del football americano; a turno una squadra gioca in attacco e deve cercare di portare la palla oltre la linea di fondo avversaria (touchdown). Qui però non c'è la regola delle 10 iarde; nel Cyberball la palla deve superare la meta o una certa linea evidenziata entro quattro tentativi, altrimenti esplode. Ciò provoca lo scambio dei ruoli di attacco e difesa, oltre che danni ai robot.
Prima di ogni azione c'è una parte strategica dove si seleziona su un'apposita schermata lo schema di movimenti e passaggi da far eseguire alla propria squadra. L'attaccante può scegliere se correre, passare o un'opzione mista, e in tutti i casi si sceglie poi tra quattro schemi. La difesa analogamente può scegliere tra quattro schemi di difesa lunga, media o corta.
Durante l'azione l'attaccante controlla sempre prima il quarterback, e quando deve passare ha tre destinazioni possibili in base allo schema scelto, poi il controllo passa al robot ricevente. Se si è in difesa si controlla uno dei robot che cercano di fermare l'avversario.
Non esistono trasformazioni o calci da fermo; dopo aver segnato una meta è possibile fare una trasformazione solo su azione.
Un incontro è in sei tempi di tre minuti, tempo che scorre anche durante le scelte strategiche.
Il cabinato arcade originale supporta fino a quattro giocatori, con due schermi su due lati, uno per ogni due giocatori. È possibile sia giocare tutti insieme in un'unica partita (1-2 giocatori per squadra), sia fare due partite indipendenti su ciascun lato, come se fossero due cabinati separati.
Le conversioni supportano fino a due giocatori, tranne su Amstrad CPC e ZX Spectrum che supportano solo il gioco in singolo. Le altre versioni per computer hanno il multigiocatore soltanto in cooperazione nella stessa squadra, mentre non c'è il multigiocatore competitivo, presente invece su console.
L'edizione giapponese per Mega Drive è uno dei pochi giochi della console che supporta anche il multigiocatore in remoto, tramite collegamento diretto con il modem Mega Modem.

## Accoglienza
Cyberball è stato un arcade di successo. Le conversioni domestiche, almeno per quanto riguarda Amiga, Commodore 64 e Mega Drive, ricevettero molti complimenti dalla critica per la loro fedeltà all'originale.
Nel complesso comunque i giudizi dati dalla critica dell'epoca furono molto variabili. Le riviste più entusiaste arrivarono a dare voti vicini a 9/10: Videogame & Computer World 8,8/10 (Amiga), The Games Machine 87% (Amiga), K 89% (Mega Drive). Non mancarono anche giudizi negativi, ad esempio quelli di molti periodici tedeschi. Le medie dei voti, per gran parte delle piattaforme, si attestarono intorno a 6-7/10.